# 长州 (内蒙古)
長州，北魏、西魏、北周、隋朝、唐朝的州。
- 北魏設置長州，下辖大安郡、闡熙郡；大安郡下辖長泽县，闡熙郡下辖山鹿县、新囶县。隋炀帝大业二年（606年），隋朝废除長州，管轄区域合并入夏州。
- 唐太宗贞观四年（630年），在今内蒙古自治区鄂托克前旗查干陶勒盖苏木设立北安州，安置东突厥颉利可汗部落，隶属于云中都督府。贞观七年（633年），北安州改为長州，隶属于夏州都督府，下辖長泽县。贞观十三年（639年），废除長州，合并入夏州。
- 唐太宗贞观四年（630年），在今内蒙古自治区鄂托克前旗三段地乡巴郎庙设立维州，安置粟特部落，隶属于灵州都督府。武则天长安四年（704年），维州改为長州，隶属于灵州都督府，治所在長泉县（今内蒙古自治区鄂托克前旗敖勒召其镇敖勒召其古城），下辖長泉县、如鲁县、河曲县、丽州、依州。神龙三年（707年），改为兰池州。唐玄宗开元十八年（730年），再设長州，隶属于灵州都督府。开元二十二年（734年），改属于夏州都督府，开元二十六年（738年），長泉县改为归仁县，長州合并入宥州。

唐朝長州刺史
- 阿史那忠（637年）